# Dołhinów (gmina)
Dołhinów – dawna gmina wiejska istniejąca do 1945 roku w woj. nowogródzkim/Ziemi Wileńskiej/woj. wileńskim (obecnie na Białorusi). Siedzibą gminy było miasteczko Dołhinów (2671 mieszk. w 1921 roku).
Na samym początku okresu międzywojennego gmina Dołhinów (wraz z włączoną do niej zachodnią częścią gminy Milcza z powiatu borysowskiego) należała do powiatu wilejskiego w woj. nowogródzkim. 13 kwietnia 1922 roku gmina wraz z całym powiatem wilejskim została przyłączona do objętej władzą polską Ziemi Wileńskiej, przekształconej 20 stycznia 1926 roku w województwo wileńskie.
W 1927 roku wójtem gminy był Witold Rusiecki, odznaczony Brązowym Krzyżem Zasługi za pracę samorządową i społeczną.
Po wojnie obszar gminy Dołhinów wszedł w struktury administracyjne Związku Radzieckiego.

## Demografia
Według Powszechnego Spisu Ludności z 1921 roku gminę zamieszkiwały 12.903 osoby, 6.489 było wyznania rzymskokatolickiego, 4.586 prawosławnego, 1.781 mojżeszowego a 47 mahometańskiego. Jednocześnie 6.495 mieszkańców zadeklarowało polską przynależność narodową, 4.961 białoruska, 1.406 żydowską, 20 rosyjską, 16 tatarską, 4 litewską a 1 estońską. Było tu 2.175 budynków mieszkalnych.